# Gary Talton
William Gary Talton II (Dallas, 29 marzo 1990) è un cestista statunitense.

## Carriera
Il 21 luglio 2017 trova un accordo con l'Orlandina Basket, tuttavia il 5 settembre il Lietkabelis couminica di aver raggiunto un accordo per il trasferimento del giocatore.